# Michael Pollan
Michael Pollan (Long Island, 6 de febrero de 1955) es un escritor, periodista, activista y profesor de Práctica de No-Ficción en la Universidad de Harvard. Es también profesor de periodismo en la Escuela de Postgrado de la Universidad de California en Berkeley.

## Reconocimientos
En el 2015, Pollan recibió el Premio Washburn del Museo de Ciencias de Boston, otorgado anualmente a "un individuo que ha hecho una contribución excepcional hacia la comprensión y apreciación del público por la ciencia y la función vital que juega en nuestras vidas". Ese mismo año fue nombrado como fellow académico del Instituto de Estudios Avanzados Radcliffe de la Universidad de Harvard.
El 2003 también ganó el premio de Liderazgo James Beard, el premio en periodismo medioambiental otorgado anualmente por la Unión Global por Conservación Mundial Reuters, el premio Fundación James Beard por la mejor serie en revista, y el Premio Génesis de la Sociedad Humana de los Estados Unidos.
Sus artículos han sido antologados en Best American Science Writing (2004), Best American Essays (1990 y 2003), The Animals: Practicing Complexity (2006), y el Norton Book of Nature Writing (1990).

### Libros
- The Botany of Desire: A Plant's-Eye View of the World [La Botánica del Deseo: una visión del mundo desde el ojo de la planta], Donostia: Grupo Ixo, 2011 [2001], p. 320, ISBN 978-8493531034.
- The Omnivore's Dilemma: A Natural History of Four Meals [El dilema del omnívoro: En busca de la comida perfecta], Barcelona: Debate, 2017 [2006], p. 450, ISBN 978-8499927039.
- In Defense of Food: An Eater's Manifesto [El detective en el supermercado], Madrid: Ediciones Temas de Hoy, 2009 [2008], p. 286, ISBN 978-8484607663
- Food Rules : An Eater’s Manual [Saber comer: 64 reglas básicas para aprender a comer bien], Barcelona: Grijalbo, 2018 [2009], p. 168, ISBN 9786073151405.
- Cómo cambiar tu mente: Lo que la nueva ciencia de la psicodelia nos enseña sobre la conciencia, la muerte, la adicción, la depresión y la transcendencia (2018)
- This Is Your Mind on Plants. Penguin Press, 2021.

### Documentales
- Cooked. Netflix, 2016.

- How to Change Your Mind (Cómo cambiar tu mente), Netflix miniserie, 2022.